# Мальчевська (Нюксенський район)
Мальче́вська (рос. Мальчевская) — присілок у складі Нюксенського району Вологодської області, Росія. Входить до складу Нюксенського сільського поселення.

## Населення
Населення — 33 особи (2010; 32 у 2002).
Національний склад (станом на 2002 рік):
- росіяни — 97 %